# Mimetus bigibbosus
Mimetus bigibbosus är en spindelart som beskrevs av Octavius Pickard-Cambridge 1894.
Mimetus bigibbosus ingår i släktet Mimetus och familjen kaparspindlar. Inga underarter finns listade i Catalogue of Life.